# حزب الصمود الإسرائيلي
حزب الصمود الإسرائيلي The Israel Resilience Party (بالعبرية: חוסן לישראל‏) حوزين ليسرائيل)  هو حزب سياسي في إسرائيل، تأسس في ديسمبر 2018 على يد بيني غانتس رئيس الأركان العامة السابق لجيش الدفاع الإسرائيلي.
خاض الحزب لأول مرة انتخابات الكنيست في أبريل 2019،  كجزء من تحالف أزرق أبيض. وفي انتخابات الكنيست لعام 2022 خاض الحزب كجزء من تحالف معسكر الدولة.

## تاريخ
في 16 فبراير 2015، أنهى غانتس فترة ولايته كرئيس للأركان العامة ودخل في فترة ابتعاد قانونية مدتها ثلاث سنوات لم يتمكن خلالها من الترشح للكنيست، وانتهت في 2 يوليو 2018. وفي وقت لاحق، في سبتمبر 2018، كان غانتس يخطط لدخول السياسة.
في 26 ديسمبر 2018، صوت الكنيست العشرين على حل نفسه وإجراء انتخابات مبكرة. وبعد يوم واحد، في 27 ديسمبر، بعد أن وقع 109 أشخاص على قائمة المؤسسين، تم تسجيل الحزب رسميًا باسم زحوزن ليسرائيل 
شكل تيليم (حزب رئيس أركان الجيش الإسرائيلي السابق ووزير الدفاع موشيه يعالون) تحالفًا مع حزب الصمود الإسرائيلي في 29 يناير 2019.

شعار "الصمود من أجل إسرائيل" في الانتخابات التشريعية الإسرائيلية في أبريل 2019 حتى الاتحاد مع حزب هناك مستقبل إلى أزرق أبيض.

في 7 فبراير 2019، أعلن الحزب وتيليم عن سبعة مرشحين سيحصلون على أماكن بارزة في قائمتهم المشتركة: تسفي هاوزر، ميكي حايموفيتش، يوعز هندل، هيلي تروبر، ميراف كوهين، مايكل بيتون، وأوريت فركاش هكوهين. وبحسب ما ورد، فإن ميشال كوتلر وونش، المحامية وابنة وزير العدل الكندي السابق إيروين كوتلر، ستكون أيضًا على القائمة.
في 21 فبراير 2019، أعلن الحزب عن اندماجه مع حزب هناك مستقبل من أجل تشكيل تحالف وسطي للانتخابات المقبلة،  والذي أطلق عليه اسم "أزرق أبيض". وخلال انتخابات أبريل، فاز ائتلاف أزرق أبيض بـ 35 مقعدًا، وهو نفس عدد مقاعد الليكود، لكن هذا الحزب لم يتمكن من تشكيل حكومة جديدة، وتمت الدعوة إلى انتخابات جديدة في سبتمبر من نفس العام.
فاز حزب أزرق أبيض بـ 33 مقعدًا في البرلمان، أي أكثر بمقعد واحد من حزب الليكود، لكن الرئيس الإسرائيلي رؤوفين ريفلين أعطى بنيامين نتنياهو أولاً الفرصة لتشكيل الحكومة الجديدة. ولم يتمكن نتنياهو من تشكيل حكومة وأعطى الرئيس ريفلين التفويض لغانتس لقيادة العملية،  لكن غانتس لم يتمكن أيضًا من تأمين ائتلاف، لذلك تمت الدعوة لإجراء انتخابات جديدة في مارس 2020. ومرة أخرى، حصلت المجموعتان السياسيتان على أعلى الأصوات. بعد أسابيع من المفاوضات الحزبية، وفي خضم جائحة كوفيد-19، تم التوصل أخيرًا إلى اتفاق لتشكيل "ائتلاف طوارئ" بين غانتس ونتنياهو ينص على بقاء نتنياهو في السلطة لمدة 18 شهرًا أخرى فقط، ثم غانتس وسيتولى منصب رئيس الوزراء الإسرائيلي لمدة 18 شهراً على الأقل. وعلى الرغم من أن الحكومة الجديدة أدت اليمين في شهر مايو، إلا أنه تم حل الكنيست مرة أخرى في نهاية العام، مما أدى إلى إجراء انتخابات جديدة لعام 2021. لكن ائتلاف أزرق أبيض لم يحقق أداء انتخابيا جيدا، حيث فاز بثمانية مقاعد في الكنيست.

رمز ائتلاف معسكر الدولة.

ومع الدعوة لإجراء انتخابات جديدة لعام 2022، قاد غانتس تحالفًا سياسيًا جديدًا يسمى معسكر الدولة مع حزب الأمل الجديد اليميني،  وفاز بـ 12 مقعدًا في البرلمان. كانت المجموعة جزءًا من المعارضة حتى اندلاع الحرب بين إسرائيل وحماس عام 2023، حيث انضمت الوحدة الوطنية إلى حكومة الحرب الإسرائيلية والحكومة السابعة والثلاثين لإسرائيل.

## الأيديولوجية والسياسات

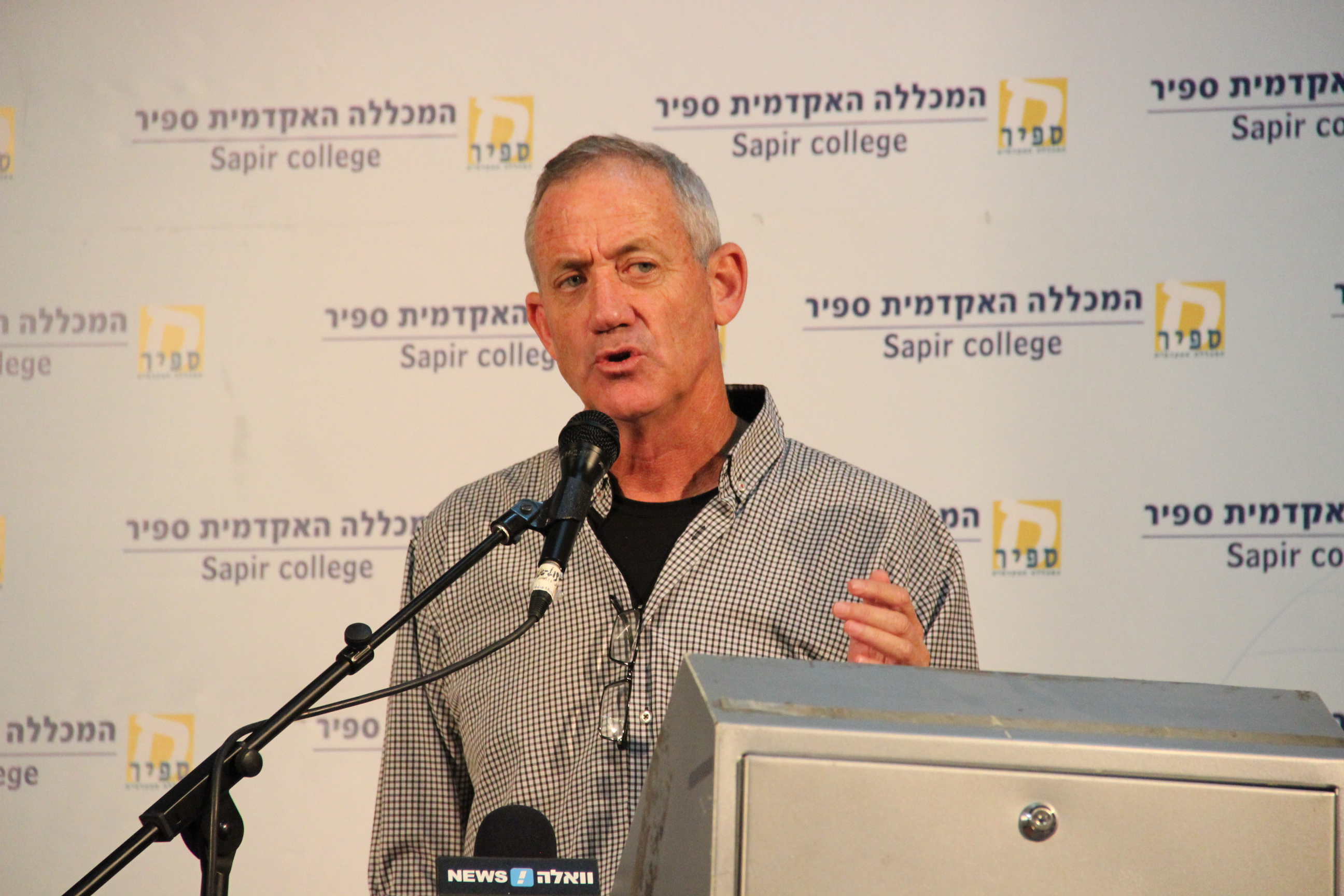
بيني غانتس في مؤتمر سديروت للمجتمع، كلية سابير، 2015

بحسب وثيقة التسجيل الرسمية التي تم تسليمها إلى هيئة تسجيل الأحزاب في 27 كانون الأول (ديسمبر) 2018،  فإن أهداف حزب الصمود لإسرائيل هي:
الاستمرار في إقامة وتعزيز دولة إسرائيل كدولة يهودية وديمقراطية في ضوء الرؤية الصهيونية، كما عبر عنها إعلان الاستقلال، مع تحديد وتغيير الأولويات الوطنية في المواضيع التالية: التعليم، تطوير البنية التحتية الوطنية، الزراعة، القانون والأمن الداخلي، وسياسة الرعاية الاجتماعية، والسلام والأمن.
في أول خطاب له في حملته الانتخابية في 29 يناير 2019، وصف زعيم الحزب غانتس إسرائيل بأنها " دولة رائدة في مجال التكنولوجيا المتقدمة مع حكومة منخفضة التكنولوجيا تعمل لحسابها الخاص". وتعهد بتقديم حوافز لرواد الأعمال وطلاب الطب، و"فرض عقوبات صارمة على أولئك الذين يرفعون أسعار الأراضي والمساكن كمضاربة"، فضلا عن بناء وتوسيع المزيد من المستشفيات. علاوة على ذلك، قال إنه سيخلق فرص عمل جديدة في قطاع الزراعة.
كما ركز غانتس على ضمان الحقوق والفرص المتساوية لجميع المواطنين، ومكافحة العنف ضد المرأة. ووعد "بتعميق شراكاتي مع اليهود المتشددين والعرب والدروز" في إنشاء خدمة مدنية للجميع، بالإضافة إلى الخدمة العسكرية.
وفيما يتعلق بالأمن القومي، تعهد غانتس "بتعزيز الكتل الاستيطانية ومرتفعات الجولان، التي لن نتراجع عنها أبدا"، متعهدا أيضا بأن تظل " القدس الموحدة" عاصمة إسرائيل إلى الأبد. وقال إن غور الأردن يجب أن يبقى بمثابة الحدود الأمنية الشرقية للبلاد، دون السماح للفلسطينيين الذين يعيشون خلف جدار الفصل "بتعريض أمننا وهويتنا كدولة يهودية للخطر".
وقال إنه سيسعى جاهداً من أجل السلام، مشيراً إلى المعاهدات مع مصر والأردن، وأثنى على رؤساء الوزراء مناحيم بيغن وإسحق رابين وحتى منافسه الحالي بنيامين نتنياهو ووصفهم بـ "الوطنيين". وخاطب غانتس شخصيا الجنرال الإيراني قاسم سليماني وزعيم حزب الله حسن نصر الله بأنه "لن يتسامح مع أي تهديد للسيادة الإسرائيلية"، وحذر زعيم حماس يحيى السنوار، "أقترح ألا تختبرني مرة أخرى".
ووفق غانتس فإنه يميل إلى اليمين عندما يتعلق الأمر بالقضايا الأمنية، وإلى اليسار عندما يتعلق الأمر بالقضايا الاجتماعية والاقتصادية، وليبرالي في أهدافه الاقتصادية.

## نقد
انتقدت ثلاث ضحايا للاعتداء الجنسي المزعوم حزب الصمود لإسرائيل لتوظيفه رونين تسور كمستشار استراتيجي. كان تسور هو المخطط الاستراتيجي الإعلامي وراء حملة لمنع تسليم مالكا ليفر، التي تواجه 74 تهمة بالاعتداء الجنسي في ملبورن، أستراليا.

## القادة
| قائد | قائد | قائد       | تولى منصبه | ترك المنصب |
| ---- | ---- | ---------- | ---------- | ---------- |
|      |      | بيني غانتس | 2019       | حتى الآن   |

## نتائج الانتخابات
| انتخاب      | قائد       | الأصوات               | %                     | مقاعد    |
| ----------- | ---------- | --------------------- | --------------------- | -------- |
| أبريل 2019  | بيني غانتس | مع تحالف أزرق أبيض    | مع تحالف أزرق أبيض    | 15 / 120 |
| سبتمبر 2019 | بيني غانتس | مع تحالف أزرق أبيض    | مع تحالف أزرق أبيض    | 15 / 120 |
| 2020        | بيني غانتس | مع تحالف أزرق أبيض    | مع تحالف أزرق أبيض    | 15 / 120 |
| 2021        | بيني غانتس | مع تحالف أزرق أبيض    | مع تحالف أزرق أبيض    | 8 / 120  |
| 2022        | بيني غانتس | مع تحالف معسكر الدولة | مع تحالف معسكر الدولة | 8 / 120  |

## أعضاء الكنيست الحاليين
| سنة   | أعضاء | المجموع |
| ----- | --- | ------- |
| 2022- | بيني غانتس، غادي ايزنكوت، بنينا تامانو شاتا، هيلي تروبر، ميخائيل بيتون، ماتان كاهانا، أوريت فركاش هكوهين، ألون شوستر | 8       |